# Antônio Pereira Rebouças
Antônio Pereira Rebouças (Maragogipe, 10 de agosto de 1798 – Rio de Janeiro, 19 de junho de 1880) foi um político e advogado brasileiro.
Filho de um alfaiate português e uma escrava liberta, Rebouças mudou-se para Salvador aos 16 anos e estudou até que pudesse advogar no estado da Bahia. Ativo participante nas guerras de independência acontecidas na Bahia, ele manteve diários sobre suas participações nas batalhas e se considerava um herói da independência.
O advogado também dedicou muitos anos da vida à escrita e foi autor de, entre outras obras, Observações à Consolidação das Leis Civis de Augusto Teixeira de Freitas. Em 1847, tornou-se advogado em todo o território brasileiro e, depois, deputado geral da Bahia e Alagoas. Antônio também foi conselheiro de Dom Pedro II, o que o rendeu o apelido de "Conselheiro Rebouças".
Posteriormente se tornou conhecido como "Rebouças, o velho" por ser pai dos também ilustres André Rebouças, Antônio Pereira Rebouças Filho e José Rebouças, entre outros cinco filhos que teve com a esposa Carolina Pinto Rebouças, que faleceu em 1865.
Sofreu racismo em boa parte dos cargos em que ocupou. Considerava-se diferentes dos outros pardos por suas conquistas e lutava por seus direitos civis.

## Início de vida
Antônio Pereira Rebouças nasceu na Bahia (na época Capitania Geral da Bahia) ao fim do século XVIII, quando a capitania vivia um boom econômico devido à alta internacional do preço do açúcar e da revolta de escravos de 1791 na colônia francesa de São Domingos, atual Haiti, que ampliou seu mercado consumidor. Filho da escrava liberta natural de Salvador Rita Brasília dos Santos e do alfaiate do norte de Portugal Gaspar Pereira Rebouças, Antônio é natural da cidade de Maragogipe, à época com 5 mil habitantes, para onde seus pais tinham se mudado depois de deixar a capital à procura de oportunidades de ascensão social e econômica no pequeno e novo centro urbano.
Rebouças, nascido em agosto de 1798, era o caçula de nove irmãos, quatro homens (dentre eles o médico, Dr. Manuel Maurício Rebouças) e cinco mulheres, todos concebidos depois de Rita e Gaspar terem se mudado de Salvador. Dois dias depois de seu nascimento, eclodiu na capital a famosa Revolta dos Alfaiates ou Conjuração Baiana, da qual seu pai não tomou parte apesar de dividir da profissão dos participantes.
Aos dezesseis anos, Rebouças decidiu empreender uma viagem de Maragogipe a Salvador para tentar prosseguir com seus estudos. Até os anos 1820, Rebouças estudou política, leis e jurisprudência na capital e trabalhou como escrevente no cartório dos tabeliães Francisco Alves da Albergaria e João Carneiro da Silva Rego. Em 1821, ele se tornou bacharel formado e obteve permissão para advogar na Bahia.

## Trajetória

### Envolvimento nas lutas pela Independência
Logo depois de formado, Rebouças se enturmou no grupo dos que pretendiam reagir contra as tentativas do governo de Lisboa de recolonizar o Brasil. Este movimento se intensificou quando os baianos tiveram de aceitar a nomeação de um governador de armas, delegado do poder executivo, cujas atribuições seriam independentes daquelas da Junta governativa baiana de 1821-1824. Desde então, Rebouças e amigos começaram a planejar demitir aquele governo e eleger outro, composto por brasileiros, favoráveis à formação de um Estado Constitucional.
Por consequência da ofensiva do governador de armas Ignácio Luís Madeira de Melo em fevereiro de 1822, Rebouças seguiu o pânico que contagiava a elite local e se dirigiu para Cachoeira, no Recôncavo baiano. Lá, ele novamente reuniu-se àqueles que organizavam a resistência à recolonização. Foi membro da Junta Provisória do Governo, aclamada em junho de 1822, como secretário. Rebouças participou de todas as batalhas decisivas que se seguiram e, segundo seus próprios diários biográficos, se tornou um herói da independência. Impedido de tomar posse do governo das novas vilas que se formavam na Bahia, o advogado se frustrou com a derrota e, durante 1823, viajou para o Rio de Janeiro e permaneceu por algum tempo na capital do agora Império.
Em 1824, Rebouças tomou posse como secretário da Província do Sergipe e enfrentou dura repressão dos proprietários locais, que se incomodavam com o fato de que um mulato estava à frente dos negócios do governo. Deste momento em diante, Rebouças tornou a luta por direitos civis central em sua trajetória profissional.

### Atuação política
Em 1828, Rebouças foi eleito deputado para a legislatura de 1830 a 1833 pela província da Bahia; nesta mesma eleição, também foi nomeado conselheiro do governo, uma vez que a acumulação de cargos era permitida. Durante seu mandato, o deputado se opôs a práticas como a pena de morte e participou de debates sobre as reformas da Constituição Imperial. Ele mais tarde reuniu seus discursos na Câmara dos Deputados, que chegaram a ser publicados por veículos como o Jornal do Commércio, no livro Recordações da vida parlamentar.
Apesar de suas posições liberais na câmara, Rebouças evitava fazer qualquer associação entre sua cor e suas posições políticas ou condições sociais. Ele temia ser visto como um radical por conta das séries de revoltas iniciadas por escravos que ocorriam na época, como a dos Malês (1835), na Bahia, e a de Carrancas (1833), em Minas Gerais.
Rebouças continuou atuando como deputado até 1847, eleito quatro vezes pela Bahia (1830 a 1833, 1835 a 1837, 1838 a 1841 e 1842 a 1844) e uma vez em Alagoas (1845 a 1847). Em seu último ano de mandato, ele recebe a autorização para advogar em todo o território nacional, função que realiza por mais de vinte anos, participando principalmente de ações de liberdade de escravos sentenciadas no Tribunal da Relação no Rio de Janeiro.

### Últimos anos e morte
A partir de 1865, ano em que sua esposa Carolina Pinto Rebouças faleceu, Rebouças foi impactado pela morte da cônjuge e retirou-se da vida pública. Em 1870, foi acometido por uma cegueira e recolheu-se da função de advogado, falecendo dez anos depois.

## Racismo
De acordo com estimativas, a população baiana ao fim do século XVIII, quando Rebouças nasceu, girava em torno dos 100 mil habitantes. Destes, pelo menos dois terços seriam considerados negros ou mulatos. Entre 1775 e 1807, a proporção da população africana em relação ao total de habitantes teria aumentado de 64% para 72%, entre escravos e alforriados. Filho de uma escrava liberta, Rebouças entrava nessa porcentagem.
A família de Rebouças tentou, por algumas gerações, apagar suas ligações com a escravidão. Não há provas concretas, mas é possível que sua mãe Rita dos Santos tenha casado com um homem branco (Gaspar) para ter oportunidades de ascensão econômica e social e impedir quaisquer tentativas de reescravização que porventura ainda pudessem existir. Nenhum dos documentos biográficos deixados pela família de Antônio fazem menção alguma à ascendência africana da mãe e avó e, com poucas exceções, nem mesmo a própria cor é citada em seus relatos pessoais.
Mas isso não impediu que Rebouças sofresse preconceitos por sua cor durante sua trajetória. Durante sua viagem ao Rio de Janeiro, em 1823, foi quase impedido de seguir caminho quando chegou a Porto Seguro e teve de provar sua identidade para continuar. Segundo a biógrafa Keila Grinberg, “se fosse apenas mulato, sem a fama dos recentes feitos, Rebouças possivelmente nem passaria das fronteiras da província [...] Assim, para diferenciar-se dos outros, Rebouças fazia uso dos dois únicos recursos de que dispunha: a profissão e a independência.”
Embora tenha sofrido diversa vezes durante a vida com o racismo, Rebouças evitava ao máximo tornar a cor uma questão política em sua vida. Pelo contrário, o advogado procurava se distinguir como cidadão por seus méritos e qualificações. Rebouças procurava garantir seus direitos como cidadão (direitos civis, numa época em que a definição destes ainda não era concreta) e diferenciar-se de qualquer outro pardo que não havia alcançado essa condição.

## Leitura e escrita
Desde o começo de sua trajetória sem recursos, Rebouças apostava na educação como meio para alcançar a estabilidade social, e foi um grande entusiasta da leitura e escrita durante sua vida. Em um discurso na Sociedade Amante de Instrução em 1847, disse: 
“Diferentemente dos outros seres organizados, o homem estende sem cessar e indefinidamente seus conhecimentos. Enquanto os animais vivem presentemente como viviam seus semelhantes, desde o princípio do Mundo, ao contrário, cada geração humana junta a alguma nova descoberta a ciência, que se lhe havia transmitido, ou, ao menos, à perfeição no seu estado preexistente dilatando mais e mais a esfera de sua útil aplicação. Assim é que o mais imperioso dos deveres do homem não pode deixar de ser a instrução daqueles que a seguem na senda da vida: é mesmo para a espécie humana não só uma obrigação moral, como uma condição inerente à sua própria existência”.
Ao longo de sua vida, Rebouças foi autor de vários livros (muitos deles autobiográficos), entre eles Requerimento ao Imperador D. Pedro I, Ao Sr. Chefe de Polícia, Observações à Consolidação das Leis Civis do dr. Augusto Teixeira de Freitas, Aos poderes políticos e aos brasileiros em geral Recordações da vida parlamentar, Recordações da vida patriótica – os dois últimos foram disponibilizados para download gratuito no site do Senado Federal. Ao fim da vida, ditou suas memórias sobre sua participação nas lutas pela independência na Bahia ao seu filho André.
Depois do falecimento de sua mulher, em 1865, Rebouças teve os livros de sua biblioteca avaliados em 2:757$500 réis, uma “enorme quantidade” para a época, segundo a professora Tânia Maria Tavares Bessone da Cruz Ferreira. Os exemplares eram voltados a questões de jurisprudência (afinal, Rebouças foi um advogado autodidata) e história. Além disso, o advogado possuía as obras completas de autores como Molière, Pierre Corneille, Blaise Pascal, François-René de Chateaubriand, Montesquieu e Mirabeau, mostrando uma predileção pela literatura francesa, que tinha grande influência sobre a elite brasileira à época.
Enquanto era secretário do governo sergipano de Manuel Fernandes da Silveira, Antônio foi um dos poucos intelectuais brasileiros a discutir a revolução do Haiti, na época ilha de São Domingos. O advogado escreveu uma biografia do líder da revolução, Toussaint L’Ouverture, que foi mais tarde publicada num jornal da época. Seu ponto de vista era interessante por usar a revolução haitiana para advogar contra a discriminação de cor, mesmo que partindo de um defensor do direito à propriedade escrava.

## Cronologia
- 1798 - Nasce em Maragogipe, na Bahia, filho de Gaspar Pereira Rebouças e Rita Basília dos Santos.
- 1823 - Quando da passagem de Dom Pedro I pela Bahia, recebe o título de Cavaleiro da Ordem do Cruzeiro pelos seus serviços prestados durante a Guerra de Independência do Brasil.
- 1824 - Toma posse como Secretário do Governo Provincial de Sergipe, cargo que ocupa até ser exonerado em 1825.
- 1828 - Elege-se Deputado pela Bahia para a 2ª Legislatura (1830-1833) da Assembleia Geral, e Conselheiro Geral da Província da Bahia.
- 1834 - Elege-se Deputado para a 1ª legislatura (1835-1837) da Assembleia Provincial da Bahia, reelegendo-se sucessivamente até a 5ª legislatura (1844-1845).
- 1837 - Volta a ser eleito Deputado pela Bahia, servindo agora na 4ª Legislatura (1838-1841) da Assembleia Geral.
- 1842 - Reelege-se Deputado pela Bahia para a 5ª Legislatura (1842-1844).
- 1845 - Elege-se Deputado agora por Alagoas, servindo na 6ª Legislatura (1845-1847).
- 1847 - Recebe através de um ato especial do Poder Legislativo a autorização para advogar em todo o território nacional, uma vez que nunca frequentara uma unidade de Ensino Superior.
- 1861 - Recebe o título de Conselheiro do Imperador.
- 1866 - Nomeado Advogado do Conselho de Estado.
- 1880 - Recolhido, a partir de 1870, por conta da cegueira, falece na Corte.